# Giovanni Maria Falconetto

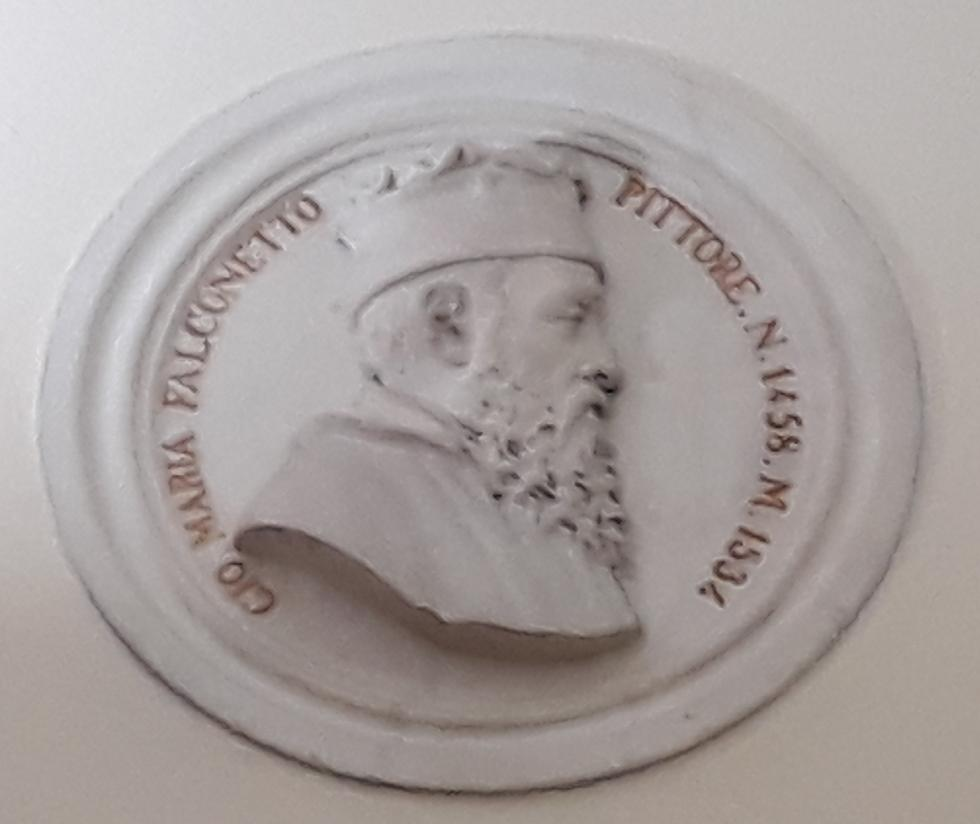
Giovanni Maria Falconetto in der Protomoteca der Biblioteca civica di Verona

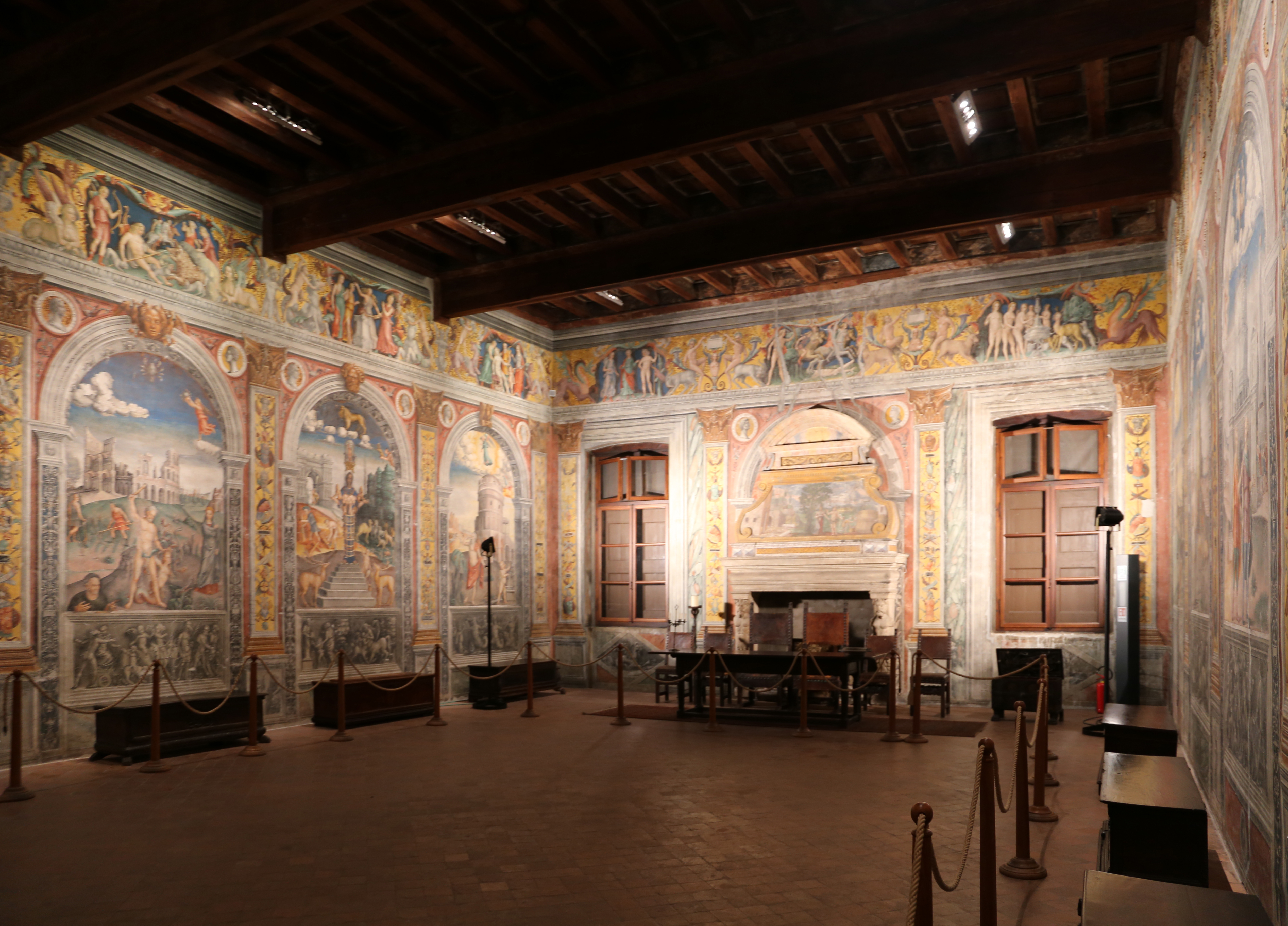
Giovanni Maria Falconetto, Fresken im Palazzo d’Arco, Sala dello Zodiaco, Mantua

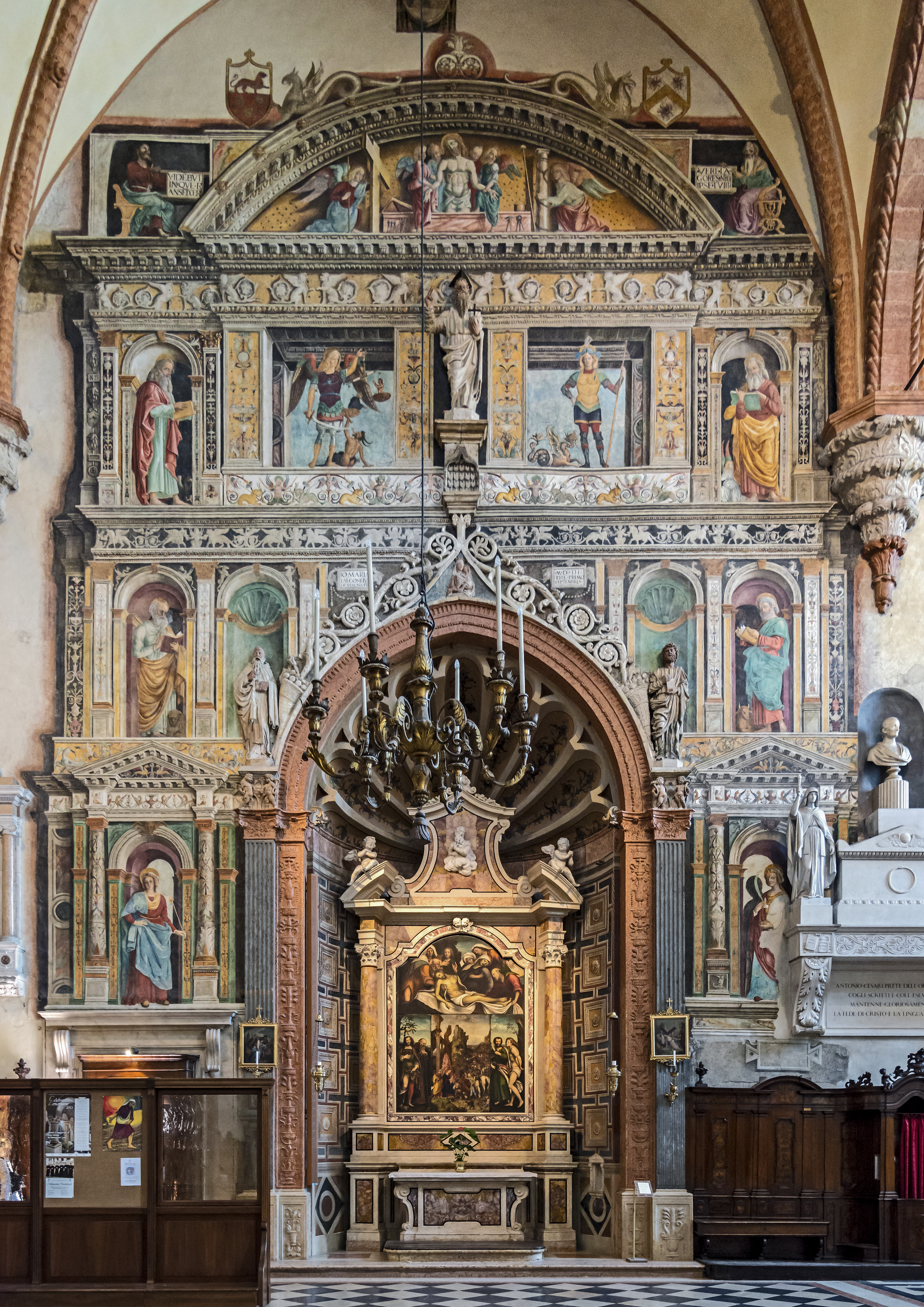
Giovanni Maria Falconetto, Fresken im Domkomplex von Verona, 1503

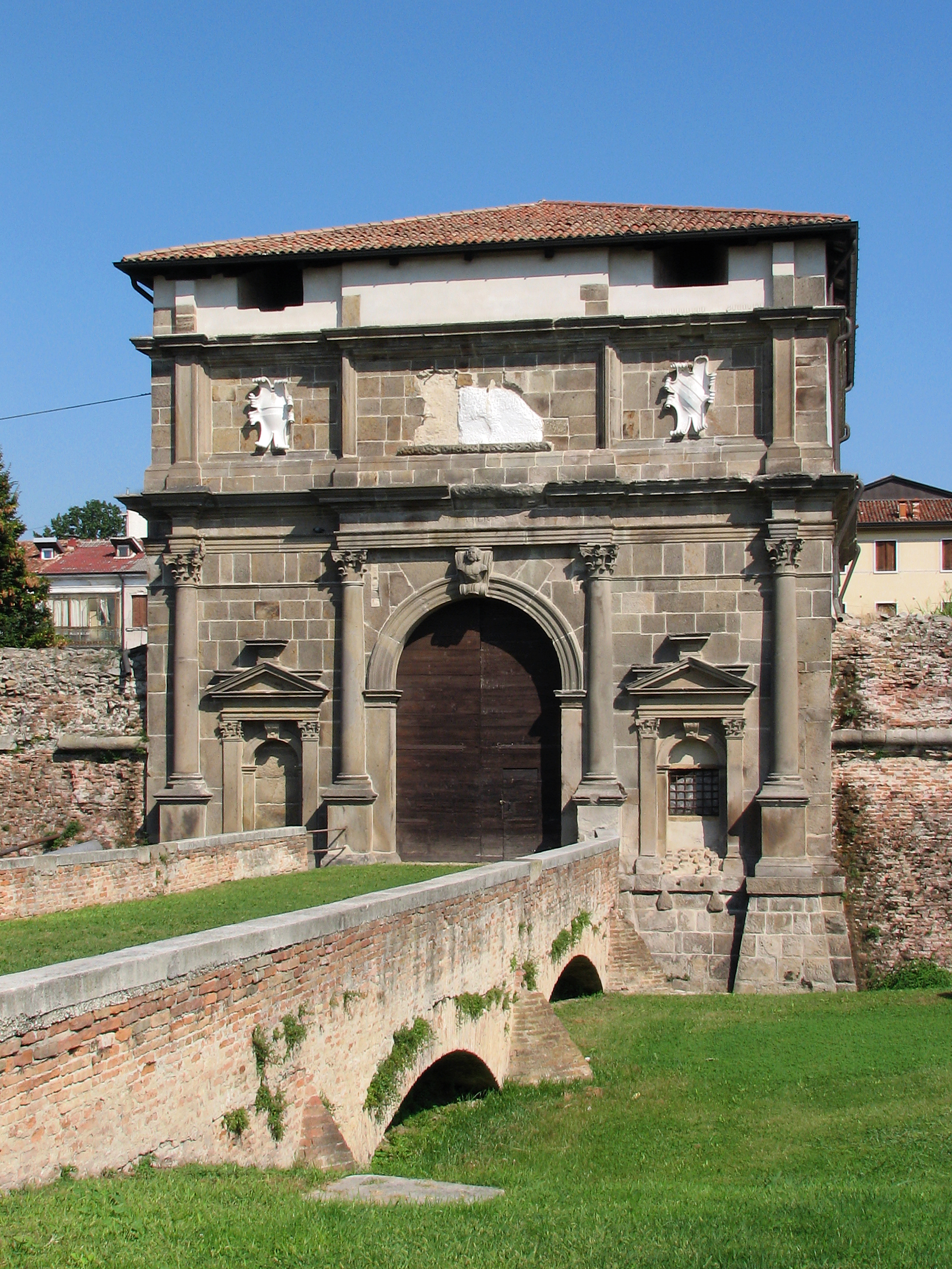
Giovanni Maria Falconetto, Porta San Giovanni, Padua

Giovanni Maria Falconetto (* um 1468 in Verona; † 1535 in Padua) war ein italienischer Architekt der Renaissance, Bühnenbildner und Maler der Veroneser Schule.

## Leben
Giovanni Maria wurde als Sohn des Malers Jacopo geboren, der ihn in die Kunst der Malerei einführte. Bekannt als „il Rosso di San Zeno“, bildete er sich kulturell in Rom aus und bestätigte sich künstlerisch zunächst in Verona und dann in Padua an der Seite von Alvise Corner. Sein langer Jugendaufenthalt in Rom ermöglichte es ihm, die klassische Kunst zu studieren und in Kontakt mit dem Maler Melozzo da Forlì zu kommen. Zu Beginn des 16. Jahrhunderts kehrte er nach Verona zurück, um als beliebter Freskenmaler im politischen Kreis von Kaiser Maximilian I. zu arbeiten.
Seine Veroneser Tätigkeit kann in der Kirche San Giorgetto bewundert werden: die Lünette mit der „Darstellung des Marienkults“; in der Kapelle San Biagio in der Kirche Santi Nazaro e Celso (Verona); im Museum Castelvecchio: heilige Zenon von Verona und Benedikt mit der Verkündigung (Orgeltafeln); Kaiser Augustus und die Sybille von Tibur; ein Fresko der heilige Apostel Jakobus der Ältere zwischen dem heiligen Hieronymus und einem anderen Heiligen, zwei Deckenkassetten. Erwähnt wird auch sein künstlerischer Beitrag in der Villa Querini Stampalia, Montanari, Taccoli, genannt „la Persa“ in Pressana.
Er zog nach Padua, als die Republik Venedig nach Verona zurückkehrte.

## Werke

### Loggia Cornaro

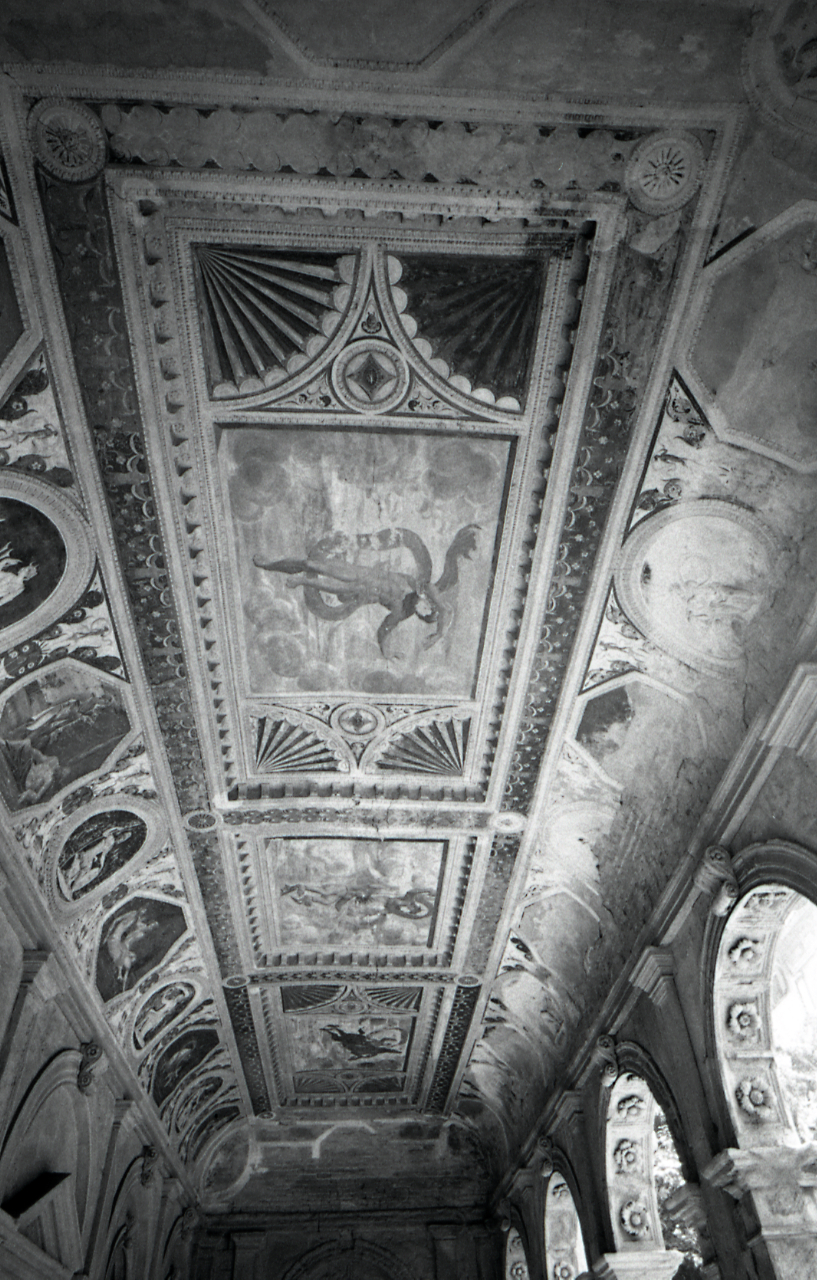
Die Fresken an der Decke der Loggia, Foto von Paolo Monti, 1967. Fondo Paolo Monti.

Einer der interessantesten szenischen Räume, der vom 16. Jahrhundert bis heute fast intakt geblieben ist, die Loggia der paduanischen Villa von Luigi Cornaro, stellt einen Wendepunkt in der Szenografie des modernen Theaters dar. Sie bestand aus einer Loggia mit fünf Bögen zum Garten, in der eine Loge mit abgestuften Sitzplätzen für das Publikum eingebaut war. Die Loggia umfasste einen Raum, der durch einen zentralen Bogen (die ianua magna des lateinischen Theaters) und zwei Bögen an den Seiten bestimmt wurde, die die Möglichkeit boten, weitere Innenräume zu schaffen; das Ganze verfügte auch über ein Odeo seitlich der Sitzreihen, das speziell für die musikalische Begleitung von Tänzen und verschiedenen Aufführungen gebaut wurde. In Padua realisierte er 1524 seine Meisterwerke und malte ein raffiniertes klassisches Formenrepertoire, das sich an den römischen Lehren von Raffael und Baldassare Peruzzi orientierte.
Giovanni ließ sich von De architectura von Vitruv inspirieren, ebenso wie Renaissance-Architekten von Andrea Palladio bis Vincenzo Scamozzi, um im Veneto zu bleiben, und unter denen, die im Bereich der Bühnengestaltung tätig waren. Das Teatro Olimpico in Vicenza von Palladio und das „Olimpico“ in Sabbioneta von Scamozzi sind die beiden berühmtesten Beispiele für die Anpassung der Renaissance an griechisch-lateinische Theaterformen, ebenso wie die Loggia des Falconetto. Scamozzi vervollständigte auch Palladios Theater mit dem hölzernen Bühnenbild von König Ödipus von Sophokles, mit dem das Theater eingeweiht wurde und das noch heute fester Bestandteil ist.

### Sala dello Zodiaco (Mantova)

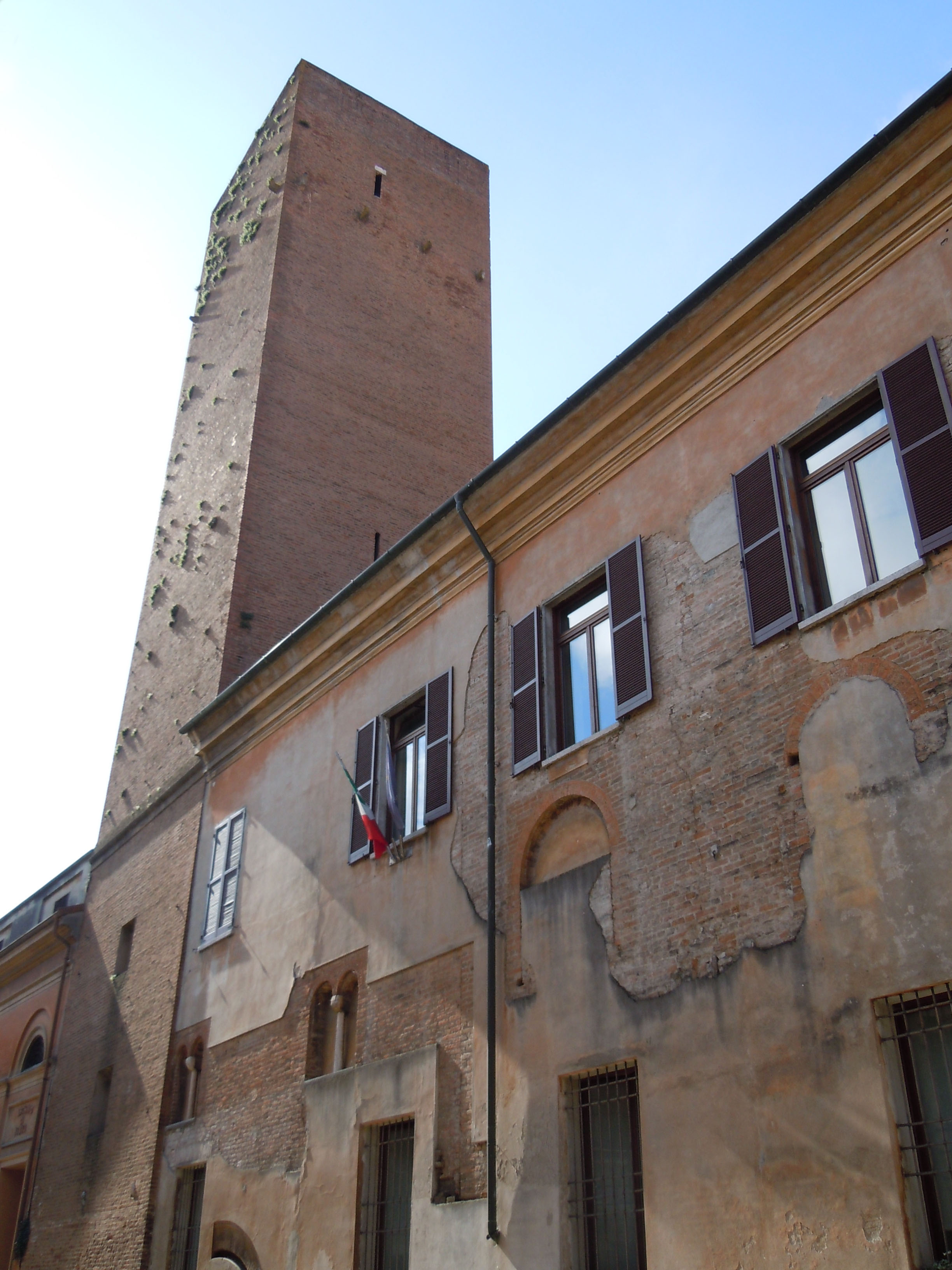
Mantova, Archivio di Stato di Mantova von Luigi Alessandro Gonzaga di Castiglione mit „torre dei Gambulini“

In den ersten beiden Jahrzehnten des 16. Jahrhunderts wurde Falconetto, der die römischen Werke von Melozzo da Forlì nicht vergessen hatte, nach Mantua gerufen, um den heutigen Palazzo d’Arco mit Fresken auszustatten, der damals Sitz des Kadettenzweigs der Gonzaga di Novellara e Bagnolo von Feltrino war. Von der Freske ist nur noch der interessante Raum des Zodiaks übrig geblieben, der bei der Renovierung des Palastes erhalten blieb und heute die Decke des örtlichen Naturkundemuseums ziert.
Die Kunsthistorikerin Gianna Pinotti identifizierte 1996, ausgehend von den Worten Giorgio Vasaris, wonach Falconetto in Mantua für Luigi Gonzaga cose assai realisierte, den Auftraggeber des Zodiakos-Saals als Luigi Gonzaga Rodomonte, Herr von Rivarolo und Vater von Vespasiano Gonzaga, Herzog von Sabbioneta, wegen des Emblems des zweifarbigen Blitzes im Zyklus der astrologischen Fresken (Zeichen Stier und Löwe), ein Emblem, das Gianfrancesco Gonzaga, Graf von Rodigo und Herr von Sabbioneta, dem Großvater von Luigi Rodomonte, gehörte. In den Fresken von Falconetto verweisen auch andere ikonografische Elemente auf die literarische Kultur und die Schlüsselereignisse im Leben des Adligen Luigi Gonzaga, erster Hauptmann Karls V. beim Sacco di Romas im Jahr 1527, ein Datum, das für die Datierung des astrologischen Zyklus selbst entscheidend sein sollte.
Zu Beginn des 16. Jahrhunderts war es nicht schwer, Fresken zu finden, die sich auf die Himmelskörper und ihren Einfluss auf das Leben der adligen Herren bezogen; zu den berühmtesten Fresken gehören die im Monatsbilder des Palazzo Schifanoia in Ferrara für die Este, im Palazzo Farnese in Caprarola im Auftrag von Kardinal Alessandro Farnese (Kardinal), im Palazzo della Ragione ebenfalls in Padua und zahlreiche andere.
In Mantua wurde er von Aloisio Gonzaga, Herr von Castiglione delle Stiviere, Castel Goffredo und Solferino, mit der Ausmalung seines Staatsarchivs von Mantua mit dem Torre dei Gambulini in der Via del Grifone (heute Via Ardigò) beauftragt.

### Andere Werke
- Porta San Giovanni, Padua, 1528.
- Porta Savonarola, Padua, 1530.
- Villa dei Vescovi, Torreglia (Padua), 1529–1543.
- Arco della Torre dell’Orologio, Padova, 1531–1532.